# Sinilabeo longibarbatus
Sinilabeo longibarbatus är en fiskart som beskrevs av Chen och Zheng, 1988. Sinilabeo longibarbatus ingår i släktet Sinilabeo och familjen karpfiskar. Inga underarter finns listade i Catalogue of Life.